# Le Vent (film, 1928)
Pour les articles homonymes, voir Le Vent.
Pour plus de détails, voir Fiche technique et Distribution.
Le Vent (The Wind) est un film muet américain de Victor Sjöström sorti en 1928 et tiré d'une nouvelle du même nom de Dorothy Scarborough, adapté pour l'écran par Frances Marion. Il passe pour être un des plus grands films du cinéma muet.
La fin du film a été modifiée par la Metro-Goldwyn-Mayer : le personnage joué par Lillian Gish devait mourir en se perdant dans les sables, le producteur a préféré laisser impuni le crime commis par l'héroïne.

## Synopsis
Une jeune fille, Letty, arrive en train depuis la Virginie pour travailler dans le ranch de son cousin, Beverly. À bord, elle fait la rencontre de Whit Roddy, un homme qui fait du commerce le long de la ligne de chemin de fer, qui lui apprend que la région où elle va vivre est particulièrement venteuse. Il lui dit que ce vent rend fou, en particulier les femmes.
Arrivée chez son cousin, Letty doit subir la jalousie de Cora, l'épouse de Beverly. Deux hommes, Sourdough et Lige, la demandent en mariage mais elle les éconduit. Cora lui imposant de quitter le ranch, n'ayant pas d'argent, elle souhaite épouser Whit Roddy. Elle découvre alors qu'il est déjà marié et veut faire de la jeune fille sa maîtresse. Elle finit par épouser Lige. Découvrant qu'elle ne l'aime pas et que le vent l'angoisse jusqu'à l'insupportable, il part afin de gagner suffisamment d'argent pour la renvoyer en Virginie.

## Fiche technique
- Titre original : The Wind
- Réalisation : Victor Sjöström (crédité sous le nom de Victor Seastrom)
- Assistant réalisateur : Harold S. Bucquet
- Scénario : Frances Marion d'après la nouvelle de Dorothy Scarborough
- Production : Metro-Goldwyn-Mayer
- Image : John Arnold
- Montage : Conrad A. Nervig
- Durée : 95 minutes
- Date de sortie : 1928

## Distribution
- Lillian Gish : Letty
- Lars Hanson : Lige
- Montagu Love : Whit Roddy
- Dorothy Cumming : Cora
- Edward Earle : Beverly
- William Orlamond : Sourdough

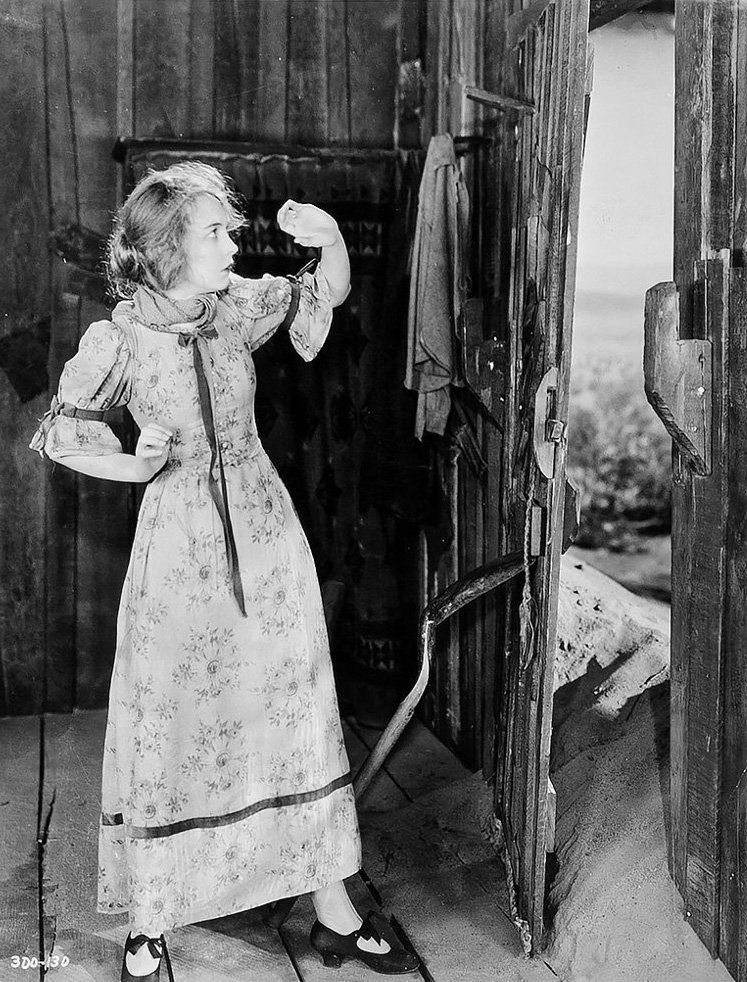
Lillian Gish.

- Carmencita Johnson : la fille de Cora
- Leon Janney : le fils de Cora
- Si Jenks (non crédité) : un invité de la fête

## Réception
Pour Georges Sadoul : «Un des plus grands chefs-d'œuvre de l'art muet, et le meilleur film américain de Sjöström, égalant ses réussites suédoises... Le dénouement est très audacieux, surtout pour Hollywood... »